# Parròquia de Bienville
La Parròquia de Bienville fundada en 1848, és una de les 64 parròquies de l'estat estatunidenc de Louisiana. En l'any 2000 tenia 15.752 habitants amb una densitat poblacional de 8 persones per km². La seu de la parròquia és Arcadia.